# Torstesjö (Torpa socken, Småland)
Torstesjö är en sjö i Ljungby kommun i Småland och ingår i Lagans huvudavrinningsområde. Sjöns area är 0,027 kvadratkilometer och den befinner sig 161 meter över havet.